# Saarijärvi (sjö i Finland, Norra Österbotten, lat 64,53, long 26,63)
Saarijärvi är en sjö i Finland. Den ligger i kommunen Vaala i landskapet Norra Österbotten, i den centrala delen av landet, 500 km norr om huvudstaden Helsingfors. Saarijärvi ligger 155 meter över havet. Arean är 20,9 hektar och strandlinjen är 2,61 kilometer lång. Sjön  ingår i Uleälvens huvudavrinningsområde.   I omgivningarna runt Saarijärvi växer i huvudsak blandskog.